# シレンゲ科
シレンゲ科（シレンゲか）またはロアサ科 (ロアサか、Loasaceae) は被子植物の科。低木または草本で、15-20属200-260種がアメリカ大陸などの熱帯・亜熱帯に分布する。全体に毛またはとげが密生する。花は放射相称で5弁、美しいので観賞用に栽培するものもある。
ロアサ属 (Loasa) は美しいがとげが多いため、シレンゲ（刺蓮花）とも呼ばれている。
現在ではアジサイ科に比較的近縁(姉妹群)とされており、APG植物分類体系ではミズキ目に含めている。

## ギャラリー

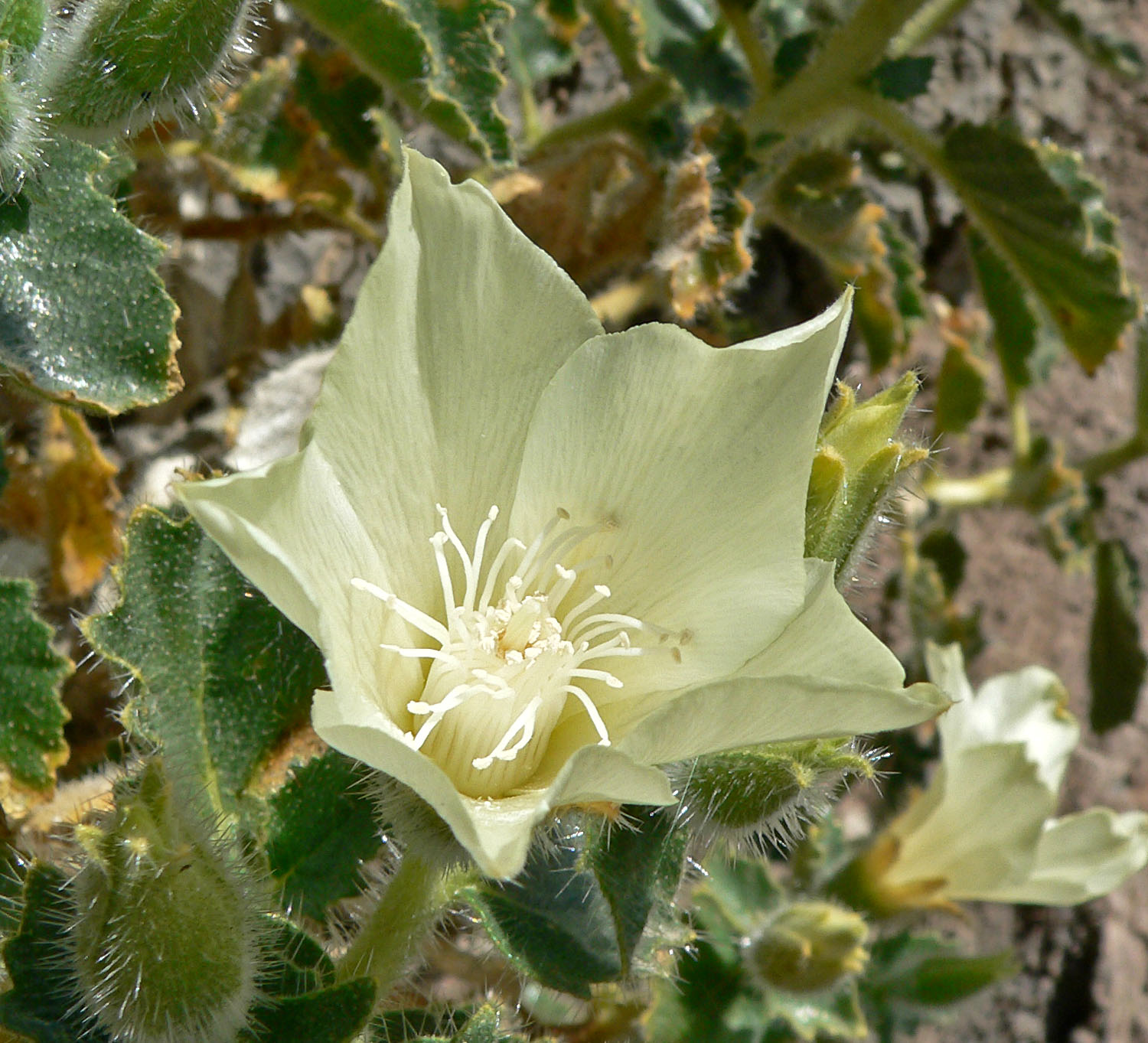
Eucnide urens
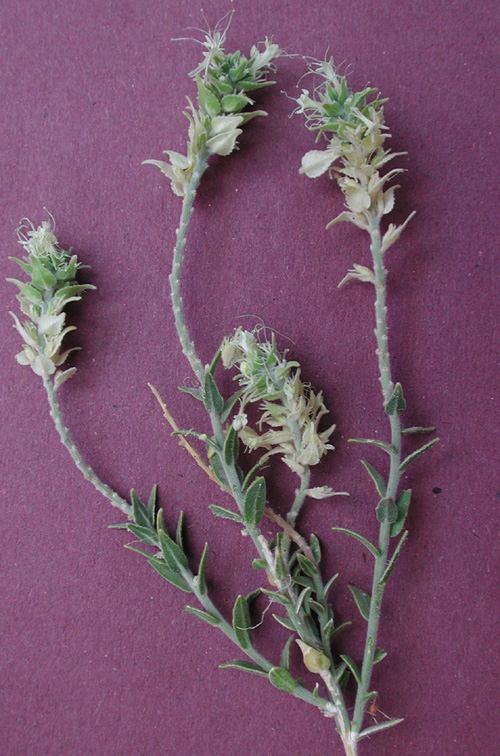
Petalonyx thurberi